# ديفيد سانشيز موراليس
ديفيد سانشيز موراليس (بالإسبانية: David Sánchez Morales)‏ هو جاسوس مكسيكي، ولد في 26 أغسطس 1925 في فينيكس في الولايات المتحدة، وتوفي في 8 مايو 1978.